# Charles F. Barlow
Charles Franklin Barlow (Mason City, 10 de noviembre de 1923-Cohasset, 11 de diciembre de 2010) fue un neurólogo pediátrico estadounidense. Fue Profesor de Neurología Bronson Crothers en la Escuela de Medicina Harvard y Presidente de Neurología en el Boston Children's Hospital.

## Primeros años
Nació en 1923 en Mason City, Iowa, hijo de Franklin Barlow y Marie McCabe. Creció cerca de Clear Lake, donde su padre trabajaba en el negocio de las diversiones. En 1943 se graduó de Clear Lake High School. Asistió al Coe College durante dos años antes de transferirse al Williams College y luego a la Universidad de Chicago. Obtuvo una licenciatura en 1945 y un doctorado en 1947. Ayudó a financiar su educación con el dinero obtenido de su acto de mago The Great Barloni.

## Carrera
Completó una pasantía en pediatría en el Hospital Johns Hopkins seguido de un año en el Boston Children's Hospital. Luego se unió a la Armada de los Estados Unidos durante la Guerra de Corea y se desempeñó como oficial médico en el Hospital Naval de Boston y el Hospital Naval de Camp Pendleton. En 1951 regresó a Chicago y comenzó a formarse en neurología. En 1954 se unió a la facultad de la Universidad de Chicago y su investigación se centró principalmente en la barrera hematoencefálica.
En 1963, fue nombrado Profesor de Neurología Bronson Crothers en Escuela de Medicina Harvard y Presidente de Neurología en el Hospital Infantil de Boston; tenía 39 años en ese momento. Mientras que Bronson Crothers, el homónimo de su puesto, tenía una sólida formación en pediatría, Barlow se había formado con más rigor en neurología. Durante su tiempo en Harvard, comenzó el programa de capacitación en neurología Harvard-Longwood, que en ese momento era el único programa en los Estados Unidos que incluía neurología pediátrica y de adultos. Estableció un Centro de Investigación de Retraso Mental, financiado por los Institutos Nacionales de Salud, y dirigió el centro durante dos décadas. Es autor de dos libros de texto de medicina: Mental Retardation and Related Disorders (1978) y Headaches and Migraines in Children (1984).

## Muerte
Murió el 11 de diciembre de 2010 en Cohasset, Massachusetts, por complicaciones relacionadas con un derrame cerebral.